# Sue Mappin
Sue Mappin (Sheffield, 7 novembre 1947) è un'ex tennista britannica.

## Carriera
In carriera ha vinto 4 titoli di doppio. Nei tornei del Grande Slam ha ottenuto il suo miglior risultato raggiungendo le semifinali di doppio a Wimbledon nel 1976 e nel 1977, e all'Open di Francia nel 1977, tutte in coppia con la connazionale Lesley Charles.

## Statistiche

### Doppio

#### Vittorie (4)
| Numero | Anno            | Torneo                                        | Superficie  | Compagna       | Avversarie in finale                  | Punteggio     |
| 1.     | 26 agosto 1974  | Virginia Slims of Newport, Newport            | Erba        | Lesley Charles | Gail Sherriff Chanfreau Julie Heldman | 6-2, 7-5      |
| 2.     | 13 ottobre 1974 | Melia Trophy, Madrid                          |             | Lesley Charles | Cora Creydt Helga Masthoff            | 6-2, ritiro   |
| 3.     | 3 novembre 1974 | Welsh International Open, Cardiff             | Terra rossa | Lesley Charles | Jackie Fayter Joyce Hume              | 3-6, 6-2, 6-2 |
| 4.     | 19 maggio 1975  | British Hard Court Championships, Bournemouth | Terra rossa | Lesley Charles | Linky Boshoff Greer Stevens           | 6-3, 6-3      |

### Doppio

#### Finali perse (2)
| Numero | Anno             | Torneo                                        | Superficie | Compagna       | Avversarie in finale       | Punteggio     |
| 1.     | 17 novembre 1974 | Bremar Cup, Londra                            |            | Lesley Charles | Virginia Wade Sharon Walsh | 2-6, 7-6, 2-6 |
| 2.     | 17 maggio 1976   | British Hard Court Championships, Bournemouth |            | Lesley Charles | Linky Boshoff Ilana Kloss  | 3-6, 2-6      |